# Technological Mind
Technological Mind is het zesde studioalbum van het Nederlandse duo Laser Dance. Het is uitgebracht in 1992. De componist van alle nummers is Michiel van der Kuy. Na het balladalbum Ambiente, gaat de band terug naar haar vlugge dynamische dancenummers. Vanwege de dalende populariteit van het genre spacesynth, ten gunste van de opkomende housemuziek en techno, zou Michiel van der Kuy geprobeerd hebben om de muziekstijl aan te passen aan de nieuwe tijden. Producer Erik van Vliet was tegen, de voorkeur ging voor hem naar de klassieke stijl van spacesynth. Het enige teken aan de nieuwe geluiden werden twee versies van het nummer Technoid, als alternatief voor de klassieke versie. Dit is tevens ook het eerste album dat van Laser Dance op cd verscheen.

## Tracklist
Cd versie
1. Warriors  4:59
2. Dead Star  5:22
3. New Adventure  5:14
4. Sky Orbit  5:39
5. Technological Mind  5:14
6. Tunnel Of Mind  5:02
7. The Landing  5:09
8. Technoid (Vocoder Version)  6:10
9. Technoid (House Version)  6:15
10. Technoid (Ambiente Version) 5:35

Lp versie
A
1. Technoid (House Version)  6:15
2. Dead Star  5:22
3. New Adventure  5:14
4. Sky Orbit  5:39
5. Technological Mind  5:14

B
1. Tunnel Of Mind  5:02
2. The Landing  5:09
3. Technoid (Vocoder Version)  6:10
4. Warriors  4:59
5. Technoid (Ambiente Version)  5:35